# Фергола, Никола
Никола Фергола (итал. Nicola Fergola, 29 октября 1753, Неаполь, Неаполитанское королевство — 21 июня 1824, Неаполь, Королевство Обеих Сицилий) — итальянский математик, лидер «Синтетической школы» математики, основанной на анализе геометрии древних.
Был профессором математики в Неаполитанском университете и членом Неаполитанской академии наук. В «Актах» этой академии он поместил следующие свои статьи: «Nuove ricerche sulle risoluzione del problemi di sito» (1787); «Nuovo metodo da risolvere alcuni problemi di sito e posizione» (тогда же); «Risoluzione di alcuni problemi ottici» (тогда же); «Dal teorema Tolemaico ritraggonsi immediatamente i teoremi delle sezioni angolari di Vieta e di Wallis e le principali verita proposte nella trigonometria analitica da i moderni» (тогда же); «Il teorema ciclometrice Cotesiano detto dalla formola de’coseni degli archi multipli etc.» (тогда же); «Il problema inverso delle forze centrali per le orbite algebriche risolvesi agevolumente per quello delle sezioni angolari» (тогда же) и др. Отдельными изданиями вышли: «Solutiones novorum quorundam problematum geometricorum» (1779); «Le sezioni coniche» (1791); «Prelizioni a principii matematici del Newton» (2 т., 1792—93); «L’arte euristica» (1811); «Trattato geometrico delle sezione coniche».